# Plaza de Toros de Palma
Plaza de Toros de Palma är en amfiteater i Spanien.   Den ligger i regionen Balearerna, i den östra delen av landet, 600 km öster om huvudstaden Madrid. Plaza de Toros de Palma ligger 31 meter över havet. Den ligger på ön Mallorca.
Terrängen runt Plaza de Toros de Palma är platt åt sydost, men åt nordväst är den kuperad. Havet är nära Plaza de Toros de Palma söderut. Runt Plaza de Toros de Palma är det mycket tätbefolkat, med 1 632 invånare per kvadratkilometer. Närmaste större samhälle är Palma de Mallorca, 1,7 km söder om Plaza de Toros de Palma. Trakten runt Plaza de Toros de Palma består till största delen av jordbruksmark.